# Тиханське абатство
Тиханське абатство (угор. Tihanyi apátság) — бенедиктинський монастир у селищі Тихань на березі озера Балатон в Угорському королівстві. Засноване угорським королем Андрієм I — чоловіком дочки Ярослава Мудрого Анастасії. Покровителями абатства є Діва Марія та святий Еньян Орлеанський.

## Історія
Бенедиктинський монастир у Тихані був заснований 1055 року королем Андрієм I (правив у 1046—1060). Покровителями абатства є Діва Марія та святий Еньян Орлеанський. Короля Андрія поховали в монастирі у 1060 році. його могила в крипті костелу є єдиною могилою середньовічного угорського монарха, яка збереглася донині.
Документ про заснування абатства зберігся; незважаючи на те, що він написаний латиною, у ньому близько 100 угорських слів, що дозволяє його вважати найдавнішою пам'яткою угорської мови.
Під час турецької окупації Угорщини абатство було перебудоване на фортецю. Сучасна церква побудована 1763 року в стилі бароко, у 1890 році реконструйована. Головною перлиною внутрішнього оздоблення є різьблені вівтарі. Фресковий розпис церкви зробив Карой Лотц, зобразивши Віру, Надію та Любов. Перед церквою абатства встановлено пам'ятник Андрію I та Анастасії Ярославні.

## Галерея

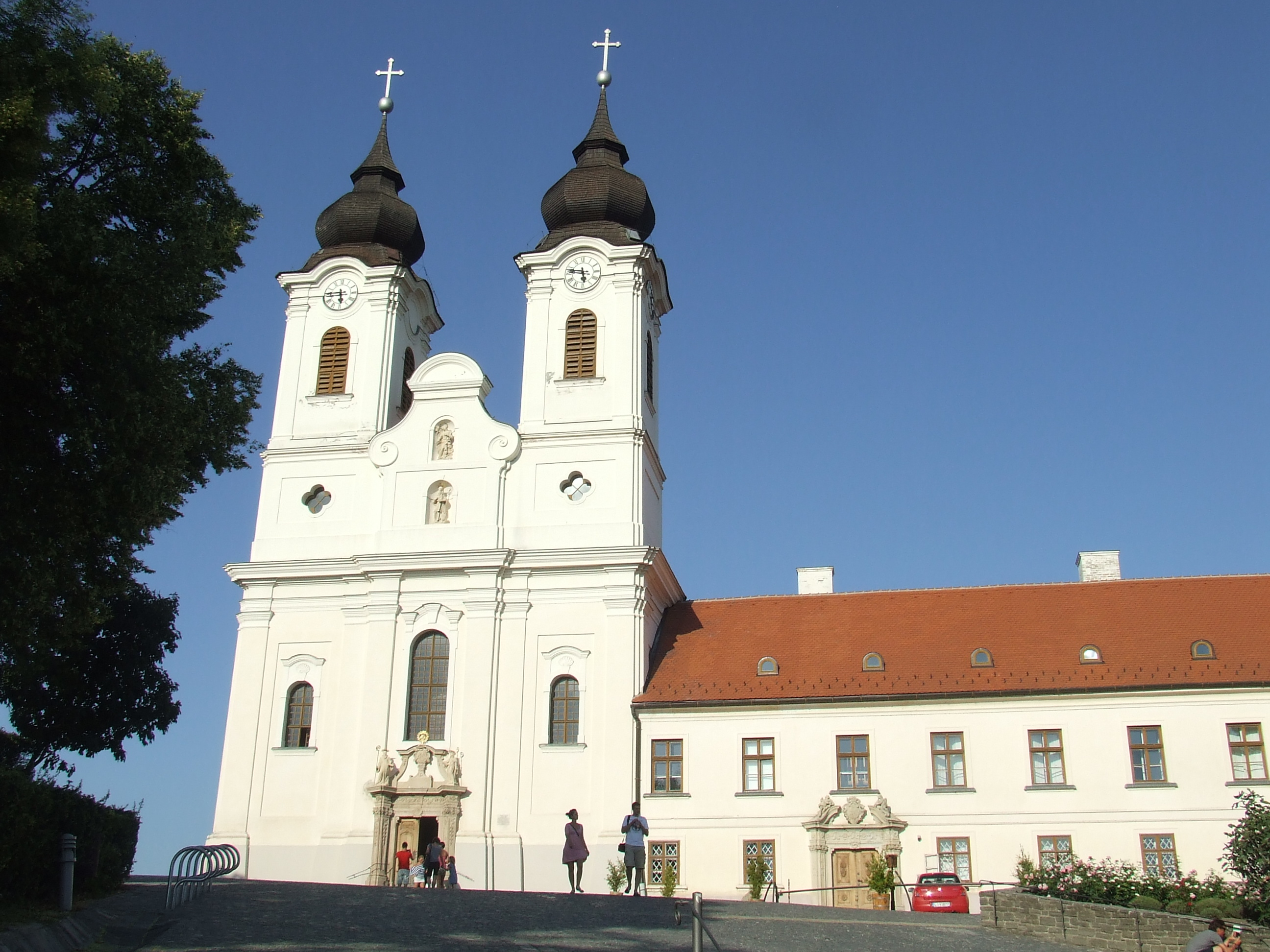
Головний вхід
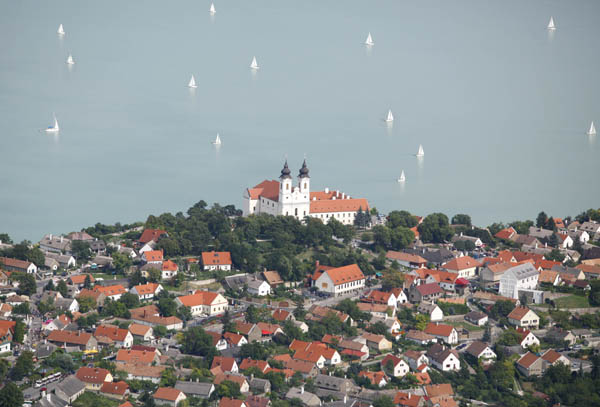
Краєвид на абатство та Балатон
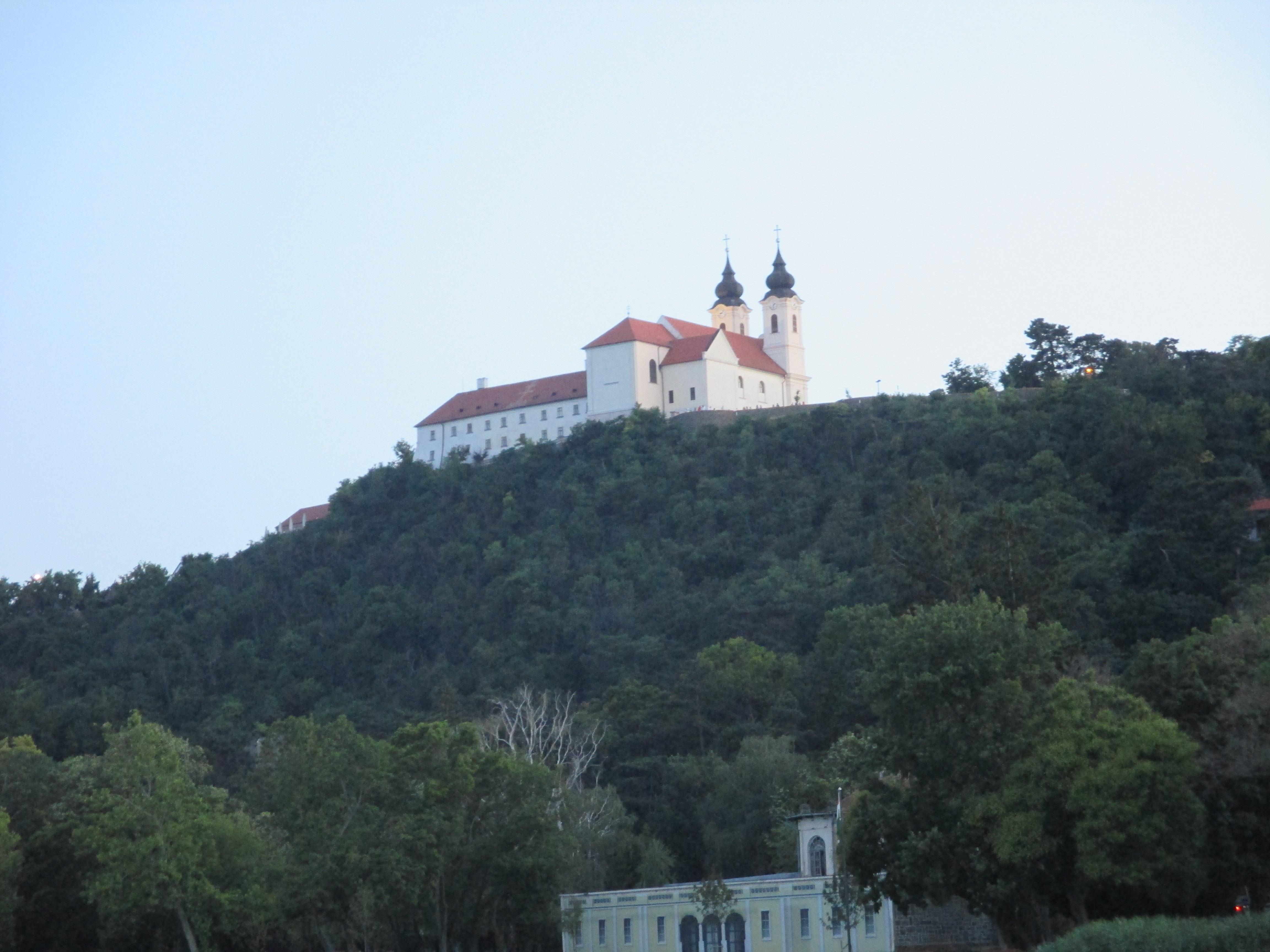
З боку озера
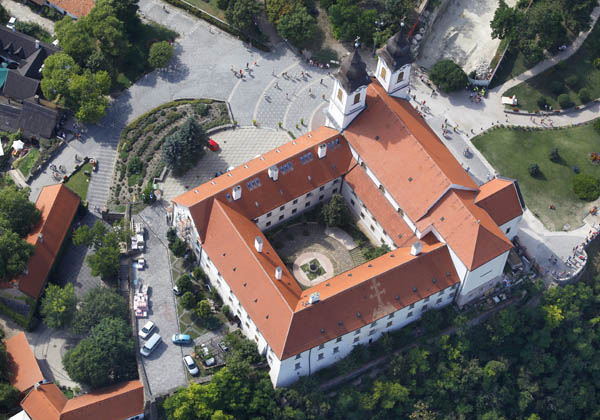
З висоти пташиного польоту
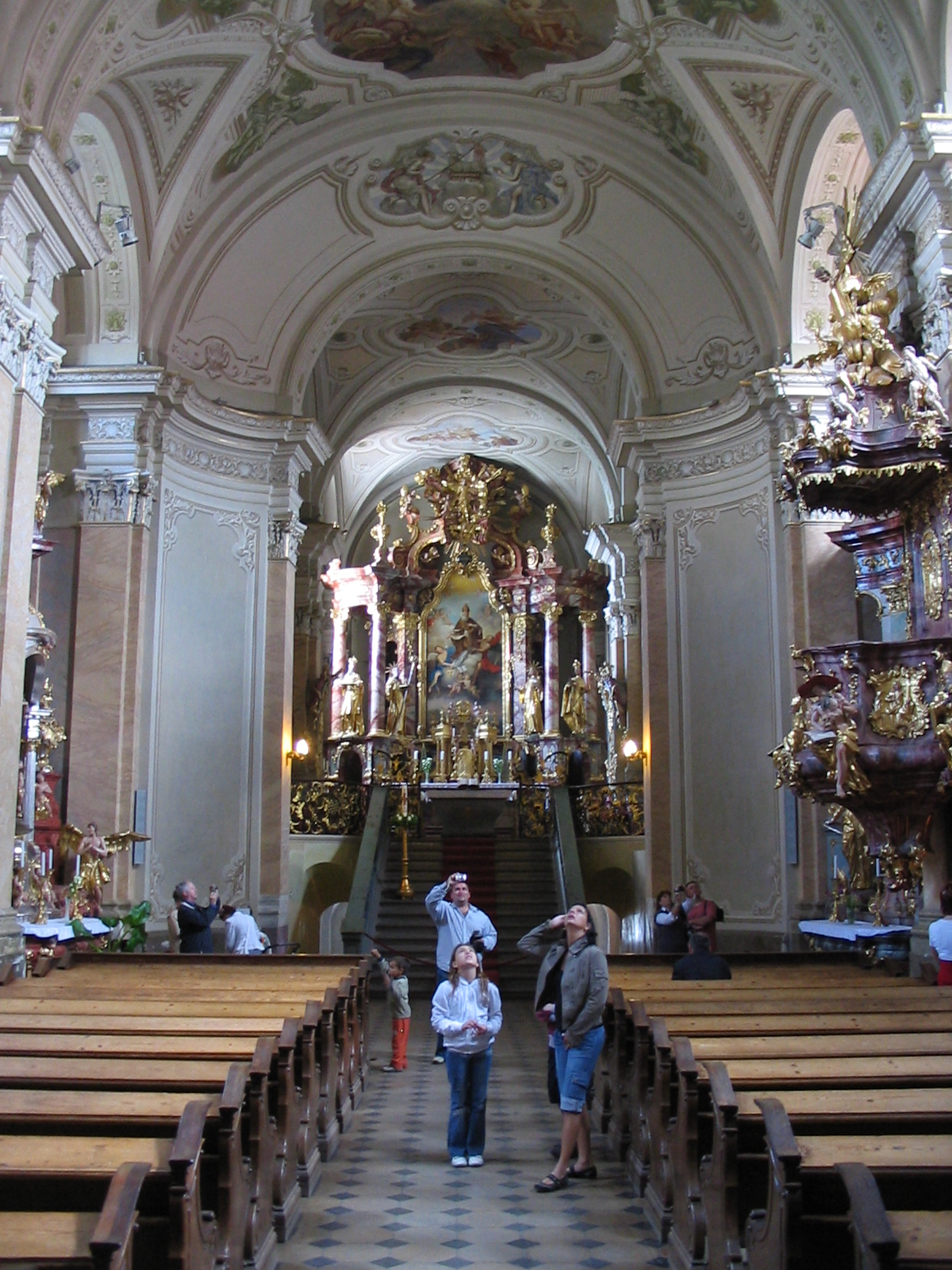
Інтер'єр
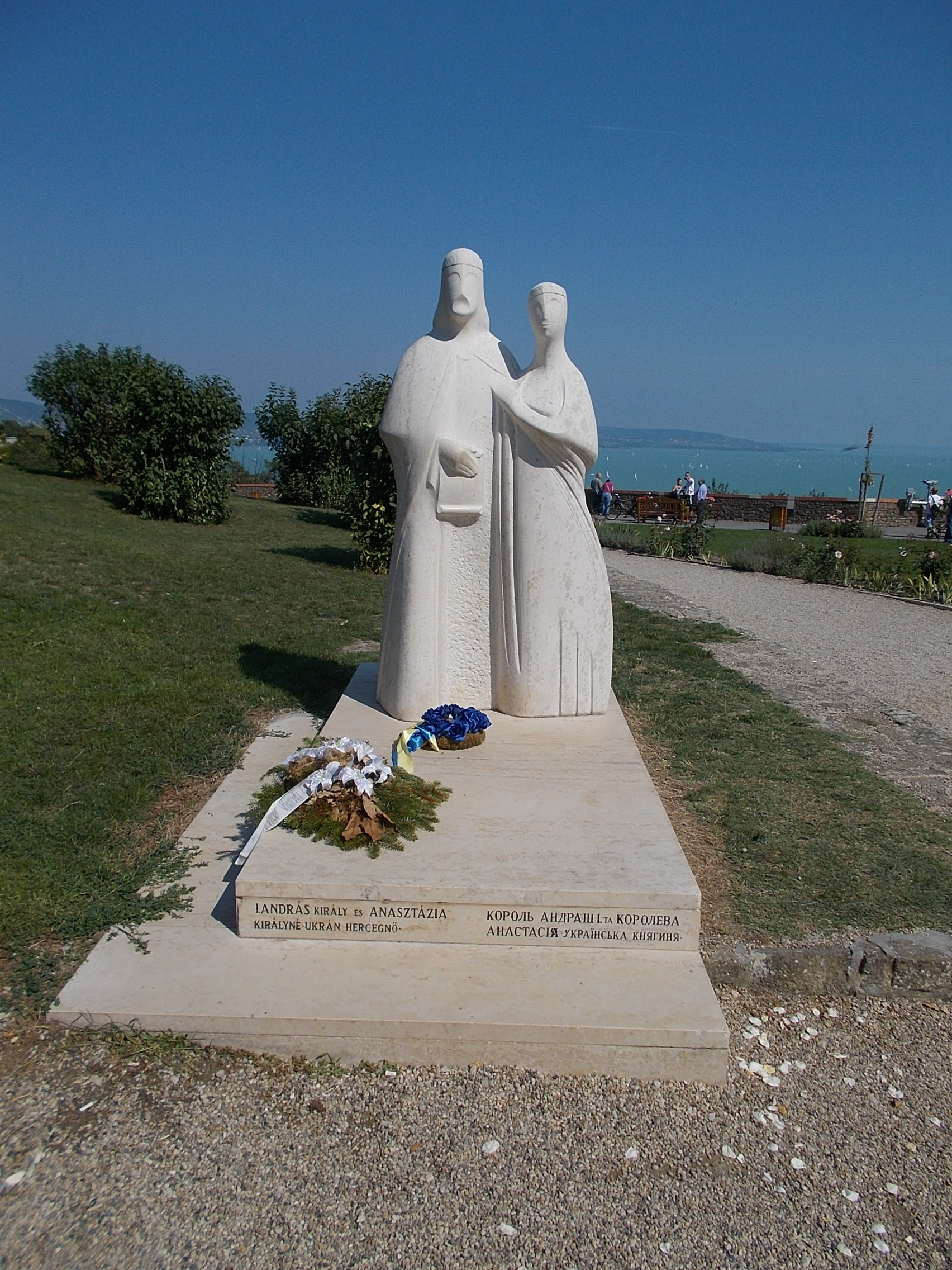
Пам'ятник Андрію I та Анастасії Ярославні
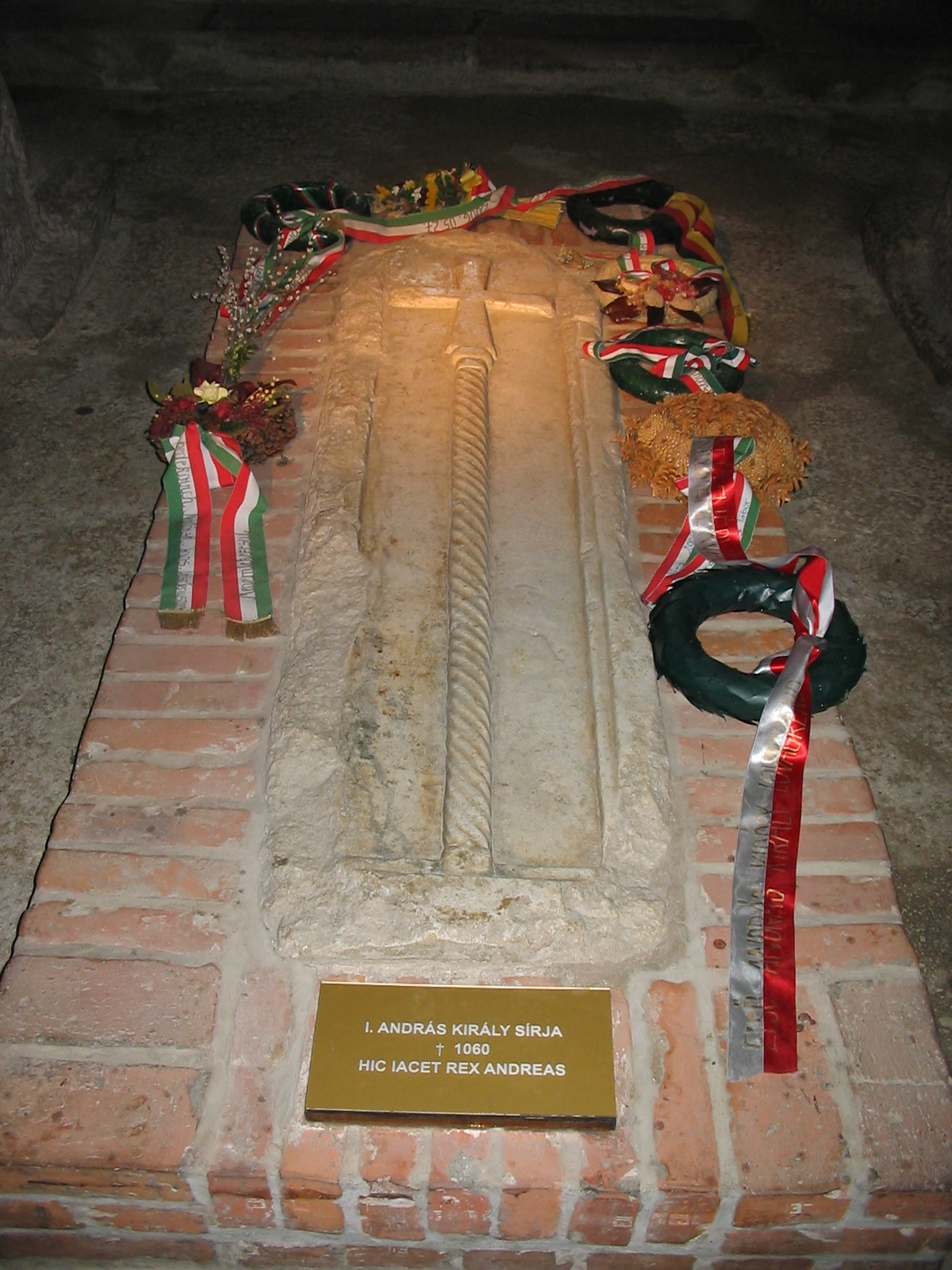
Могила короля Андрія I